# IC 4592
IC 4592とは、太陽系から約400光年離れた所にある、恒星7つが連星系を形作っていることで知られるさそり座ν星の近くに位置する、反射星雲である。

## 青く見える星雲

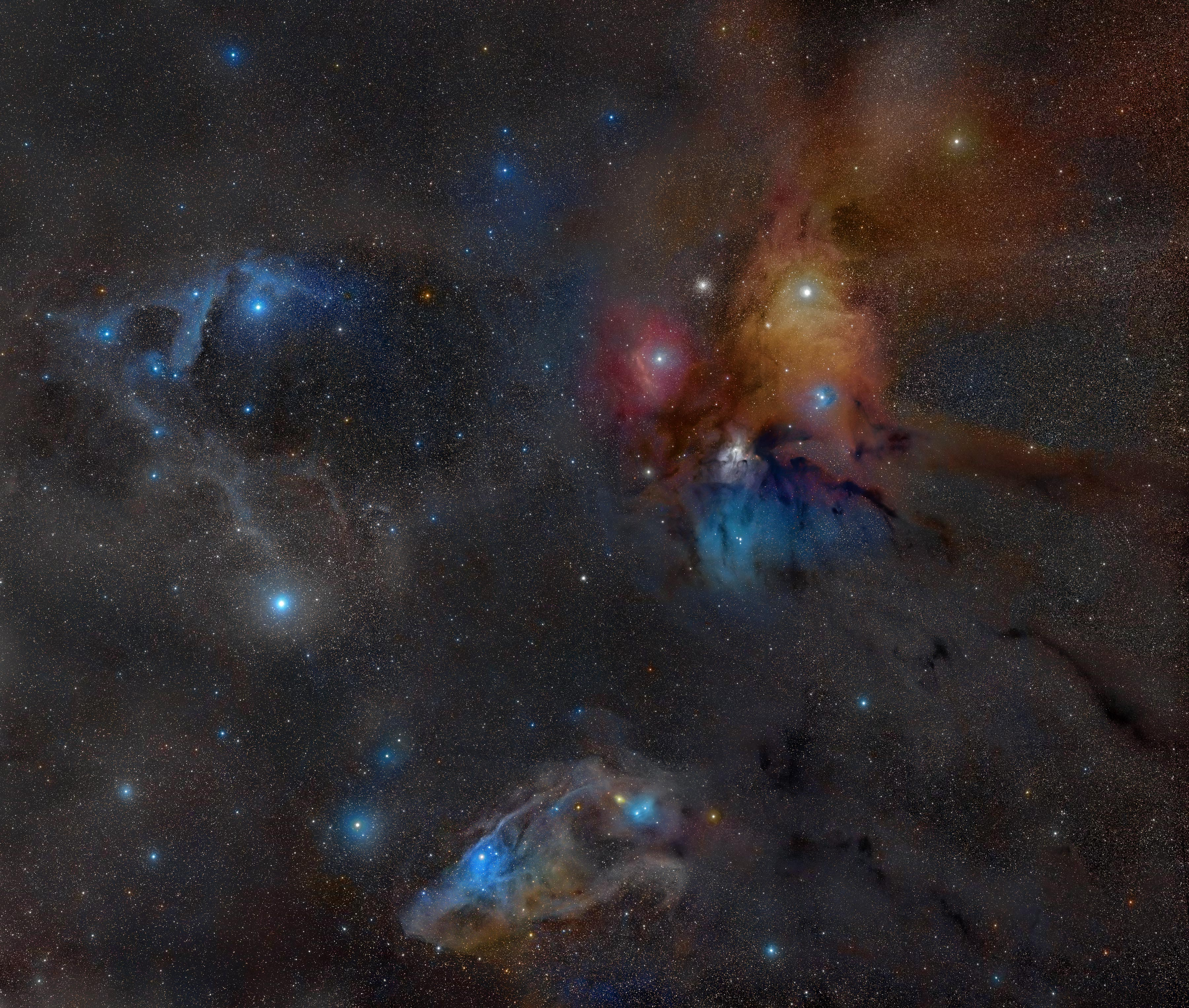
IC 4592付近の写真。

可視光は一般的に、波長の長い赤い光よりも、波長の短い青い光の方が散乱されやすい。このため反射星雲に光を当てている恒星の光の中で、青い光を散乱させやすいため、このIC 4592も地球から見ると青っぽく見える。加えてIC 4592を地球から見るとウマの頭のようにも見える形状をしていることから、IC 4592は「Blue Horsehead Nebula」直訳すると「青い馬頭星雲」としても知られている。